# 發奩
发奁：又称搬嫁妝、發奩、送奩、送嫁妝、陳奩、陳匳、迎嫁奩，日本稱為荷物送（日语：荷物送り，是漢字文化圈傳統婚禮的一種習俗。在納徵至正婚禮舉行之間選一天，女方把嫁妝送到往新郎家。
发奁有其独特的过程，由女家派人把嫁妝送到男家，並須附上列出嫁妝物品及其數量的奩儀錄。到男家時，女家人會把嫁妝羅列出來。男方人則看著奩儀錄來點算嫁妝。發妝後就可以進行鋪房儀式。